# Giornata internazionale della nonviolenza
(Mahatma Gandhi, La storia dei miei esperimenti con la verità, 1927)
La giornata internazionale della nonviolenza viene commemorata il 2 ottobre, data di nascita del Mahatma Gandhi. È stata promossa dall'Assemblea generale delle Nazioni Unite il 15 giugno 2007 e celebrata per la prima volta il 2 ottobre 2007.
La risoluzione dell'Assemblea generale chiede a tutti i membri delle Nazioni Unite di commemorare il 2 ottobre in maniera adeguata così da "divulgare il messaggio della nonviolenza, anche attraverso l'informazione e la consapevolezza pubblica."
La risoluzione riafferma "la rilevanza universale del principio della nonviolenza" ed "il desiderio di assicurare una cultura di pace, tolleranza, comprensione e nonviolenza".
Presentando la risoluzione all'Assemblea generale per conto dei 140 co-sostenitori, il ministro degli Esteri indiano, Anand Sharma, ha dichiarato che l'ampio sostegno da più parti alla risoluzione riflette il rispetto universale per il Mahatma Gandhi e la rilevanza attuale della sua filosofia. Citando le ultime parole del leader, ha dichiarato: «La nonviolenza è la più grande forza a disposizione del genere umano. È più potente della più potente arma di distruzione che il genere umano possa concepire».
In Italia è stata diffusa con la prima Marcia Mondiale per la pace e la nonviolenza e oggi è sostenuta da diverse associazioni e alcune scuole che si sono costituite in rete per promuovere pratiche di nonviolenza nell'educazione (rete EDUMANA)

## Definizione di nonviolenza
Il principio della nonviolenza - noto anche come resistenza nonviolenta - rifiuta l'uso della violenza fisica o verbale, al fine di raggiungere obiettivi sociali o cambiamenti politici, e perseguire la Verità. Spesso viene descritta come "la politica della gente comune", questa forma di lotta sociale è stata adottata in massa delle popolazioni di tutto il mondo nelle campagne per la giustizia sociale.
Il professor Gene Sharp, uno dei primi studiosi della resistenza nonviolenta, utilizza la seguente definizione nella sua pubblicazione, The Politics of Nonviolent Action:
(Gene Sharp, The Politics of Nonviolent Action)
La nonviolenza non è solo la negazione della violenza e non solo un metodo di azione, è uno stile di vita, si distingue dal pacifismo che invece è una lotta per il disarmo. 
Il pensatore Mario Rodriguez Cobos, conosciuto come Silo, fondatore dell'Umanesimo Universalista e ispiratore della prima Marcia Mondiale per la Pace e la Nonviolenza dichiara al 'Summit dei premi Nobel di Berlino del 2009:
'È urgente creare coscienza per la Pace ed il disarmo. Ma è anche necessario risvegliare la coscienza della Nonviolenza Attiva che ci permetta di respingere non solo la violenza fisica, ma anche ogni forma di violenza economica, razziale, psicologica, religiosa e di genere. Naturalmente, aspiriamo al fatto che questa nuova sensibilità possa installarsi e commuovere le strutture sociali, aprendo il cammino alla futura Nazione Umana Universale.' (Silo, Il significato della Pace e la Nonviolenza nel momento attuale).
Per una bibliografia commentata sulla nonviolenza vedi anche Nonviolenza in Humanipedia enciclopedia umanista.